# Lago Naivasha
El lago Naivasha es un lago africano de agua dulce localizado en Kenia, a las afueras de la homónima pequeña ciudad de Naivasha (14 563 hab. en 1999), en el condado de Nakuru, que se encuentra al noroeste de la capital Nairobi. Es uno de los lagos del Gran Valle del Rift, el de más altitud del grupo. El nombre deriva del nombre local masái Nai'posha, que significa «aguas agitadas» y deriva de las turbulencias que causan las tormentas repentinas.
El 10 de abril de 1995, un área de 30 000 ha fue incluida en la Lista Ramsar de humedales de importancia internacional del convenio de Ramsar, el segundo humedal protegido en el país. Se declaró como parque nacional Lago Naivasha y en 1999 se  incluyó en la Lista indicativa Patrimonio de la Humanidad en Kenia (bienes para ser declarados en el futuro).

## Localización

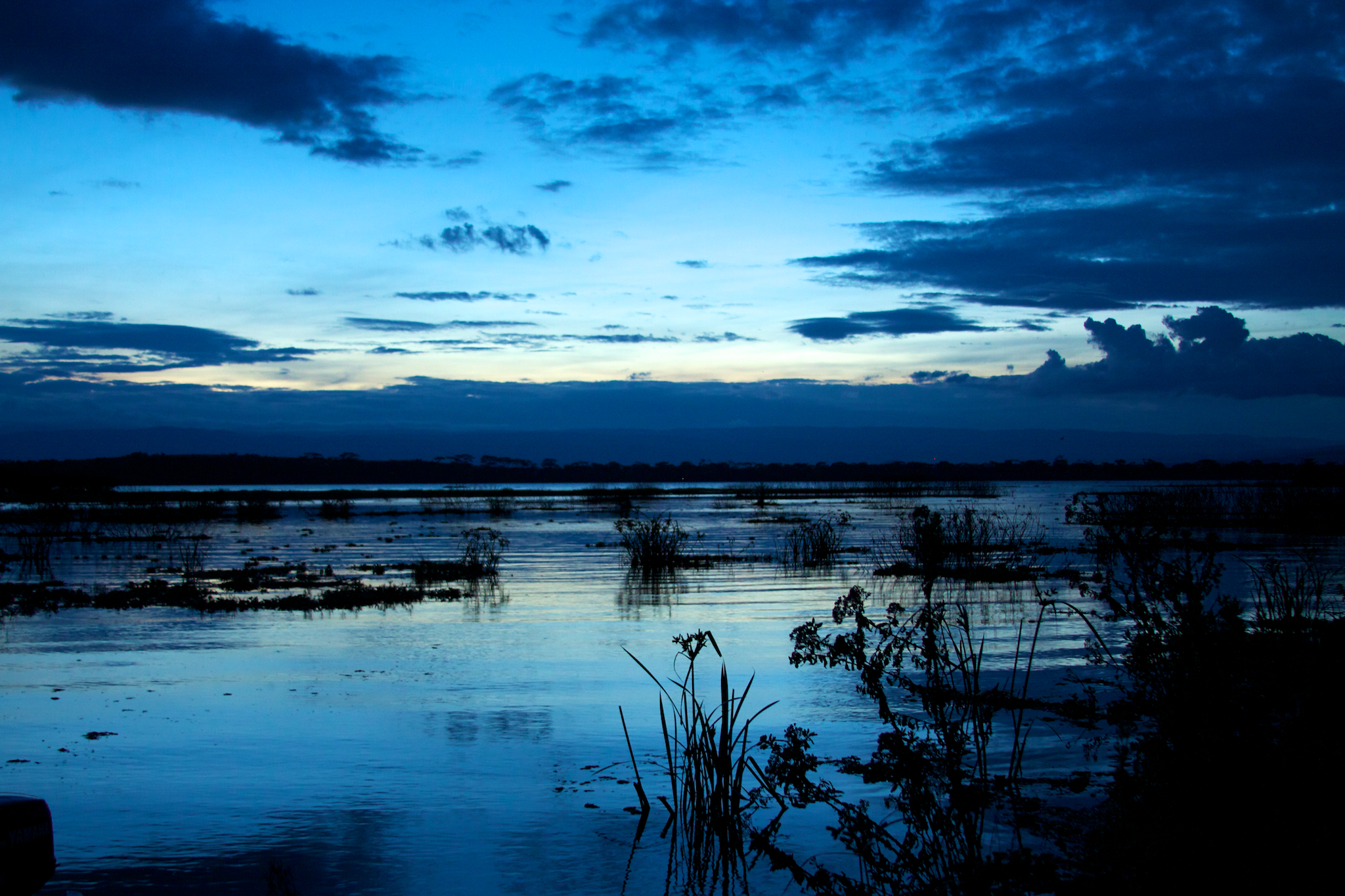
Anochecer en el lago Naivasha

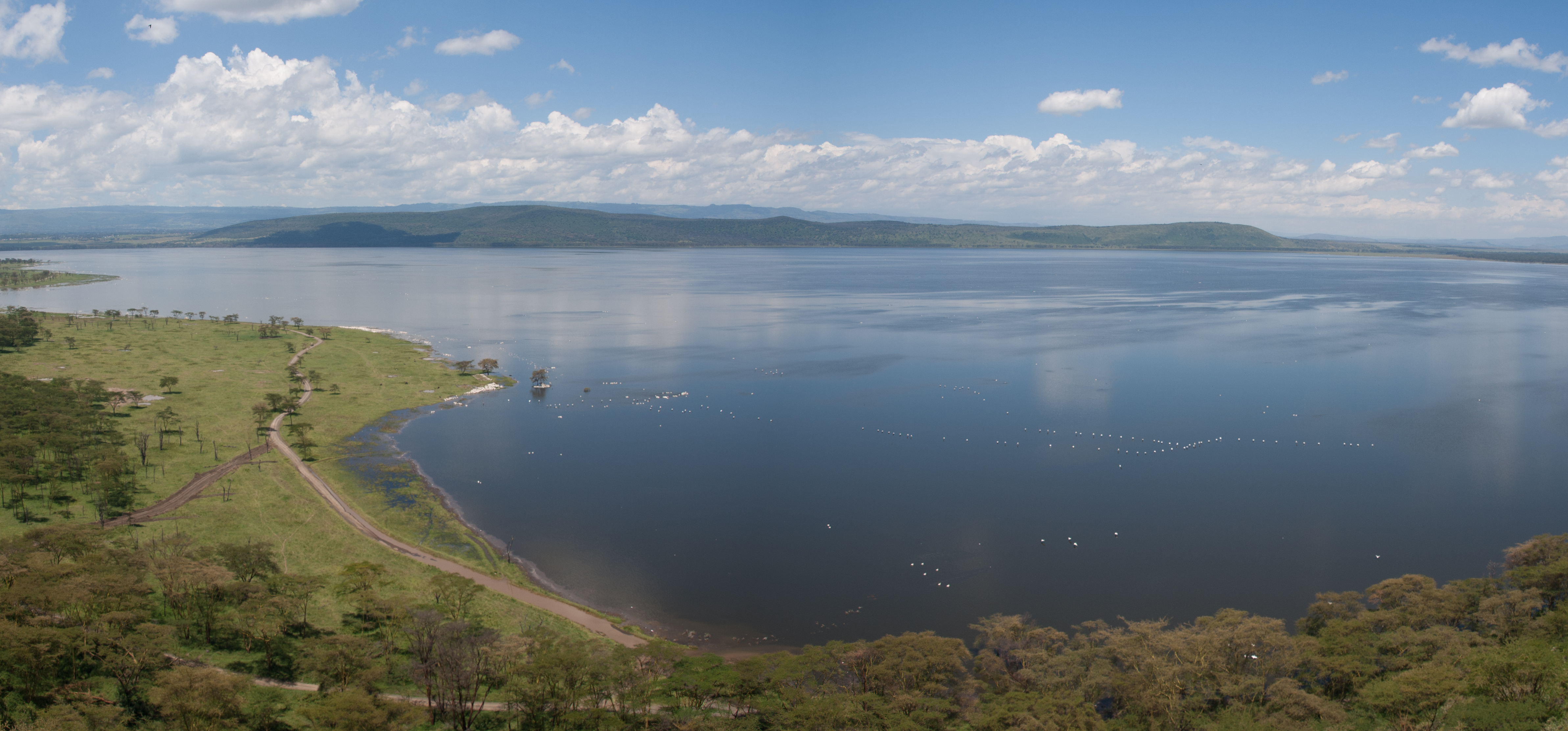
Otra vista del lago Naivasha (2012)

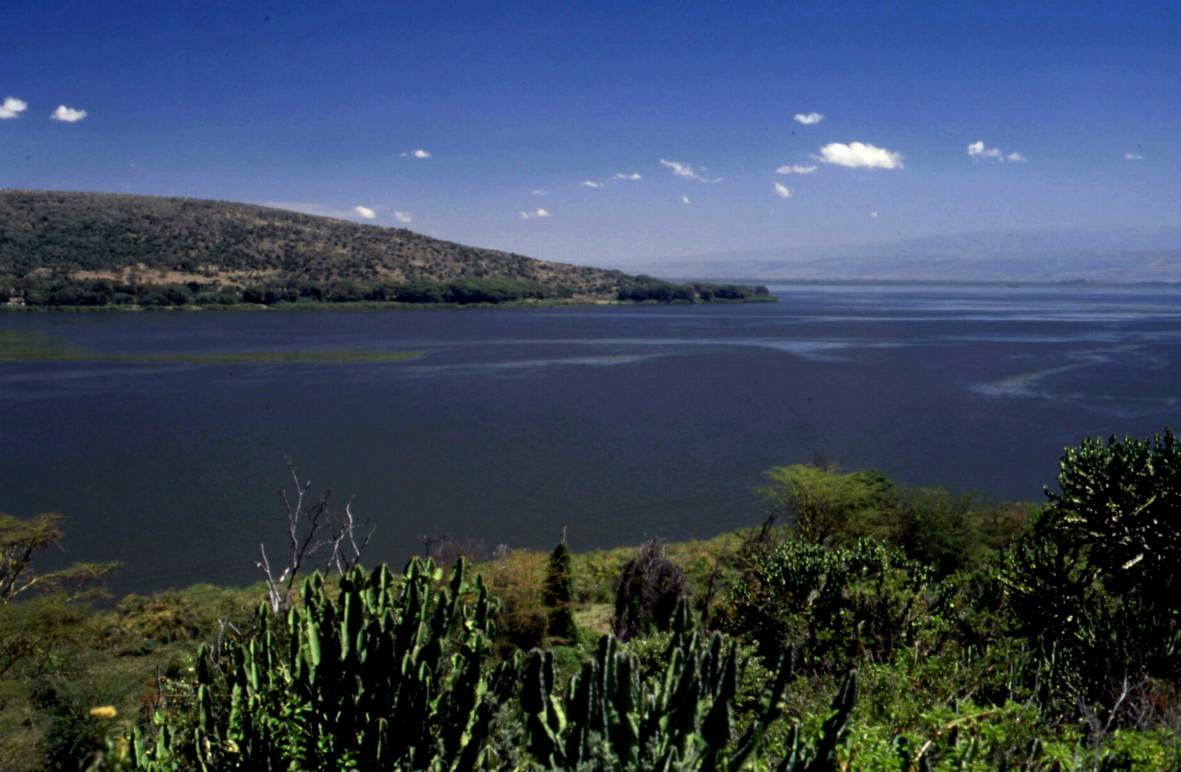
Otra vista del lago Naivasha (2012)

El lago Naivasha está en la parte más elevada del valle del Rift de Kenia, a 1884 m, en una compleja combinación geológica de rocas volcánicas y depósitos sedimentarios de un antiguo gran lago de la era del Pleistoceno. Aparte de corrientes transitorias, el lago es alimentado por los perennes ríos Malewa y Gilgil. No hay tiene emisarios visibles, pero ya que el agua del lago es relativamente nueva, se supone que tiene una salida subterránea.
El lago tiene una superficie de 139 km², y está rodeado por un pantano que cubre un área de 64 km², pero que puede variar mucho dependiendo de las lluvias. Está situado, como ya se mencionó, a una altitud de 1884 m. El lago tiene una profundidad media de 6 m, estando la zona más profunda en Crescent Island, con una profundidad máxima de 30 m. La Njorowa Gorge utiliza para formar la salida del lago, pero ahora está muy por encima del lago y forma la entrada al parque nacional Puerta del Infierno. La ciudad de Naivasha (anteriormente East Nakuru) se encuentra en la ribera noreste del lago.

## Historia
En 1882 la región fue visitada por el explorador alemán Gustav Fischer, con el patrocinio de la Sociedad Geográfica de Hamburgo, que penetró desde la desembocadura del río Pangani hasta el lago Naivasha y a quien los masái previnieron de seguir avanzando.
Entre 1937 y 1950, el lago fue utilizado como lugar de amerizaje de los hidroaviones de la compañía Imperial Airways que volaban rutas de pasajeros y de correo desde Southampton, en Gran Bretaña, hasta Sudáfrica. Conectaban Kisumu y Nairobi.
Joy Adamson, autora de Born Free, vivió en las orillas del lago a mediados de la década de 1960.  En las orillas del lago está Oserian ("Djinn Palace"), que adquirió notoriedad en los días Happy Valley entre las dos guerras mundiales. Ahora forma parte de la granja de flores Oserian. En 1999, la Asociación Lago Naivasha Ribereña (Lake Naivasha Riparian Association) recibió el Premio de Conservación de los Humedales de Ramsar (Ramsar Wetland Conservation Award) por sus esfuerzos de conservación en relación con el sitio Ramsar Lago Naivasha.

## Ecología

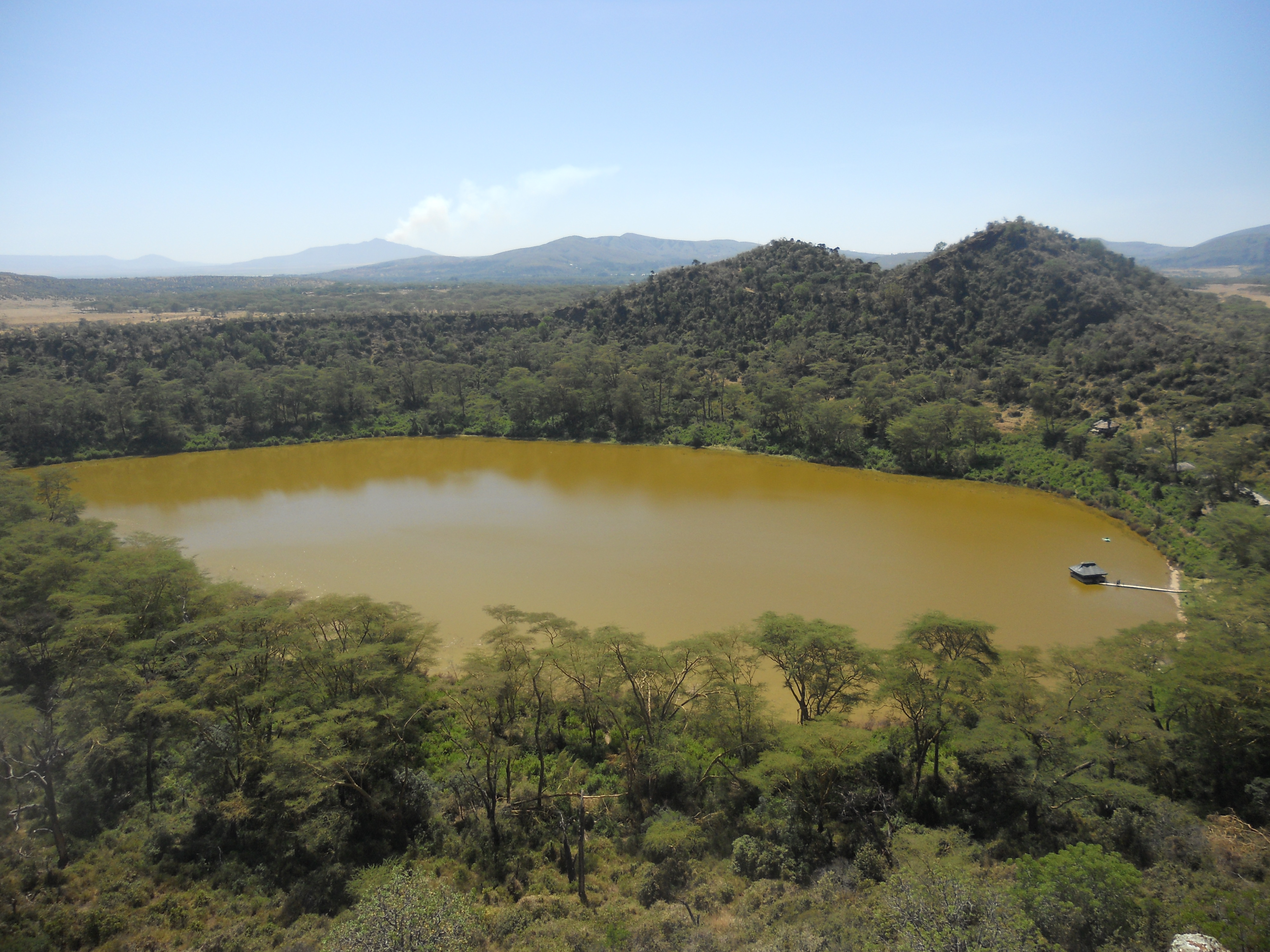
El lago Sonachi (un lago de cráter verde), próximo a l lago Naivasaha

El lago es el hogar de una gran variedad de tipos de vida silvestre, incluyendo más de 400 especies de aves diferentes y una población considerable de hipopótamos. La comunidad de peces en el lago ha sido muy variable en el tiempo, influida por los cambios en el clima, la industria pesquera y la introducción de especies invasoras.  El cambio más reciente en la población de peces siguió a la introducción accidental de la carpa común en 2001. Nueve años más tarde, en 2010, la carpa común representaba más del 90% de las capturas en el lago.
Hay dos lagos más pequeños en las cercanías del lago Naivasaha: el lago Oloiden y el lago Sonachi (un lago de cráter verde). El Santuario de caza Crater Lake (Crater Lake Game Sanctuary) se encuentra en las inmediaciones, mientras que la orilla del lago es conocida por su población de inmigrantes y colonos europeos.

## Agricultura e industria

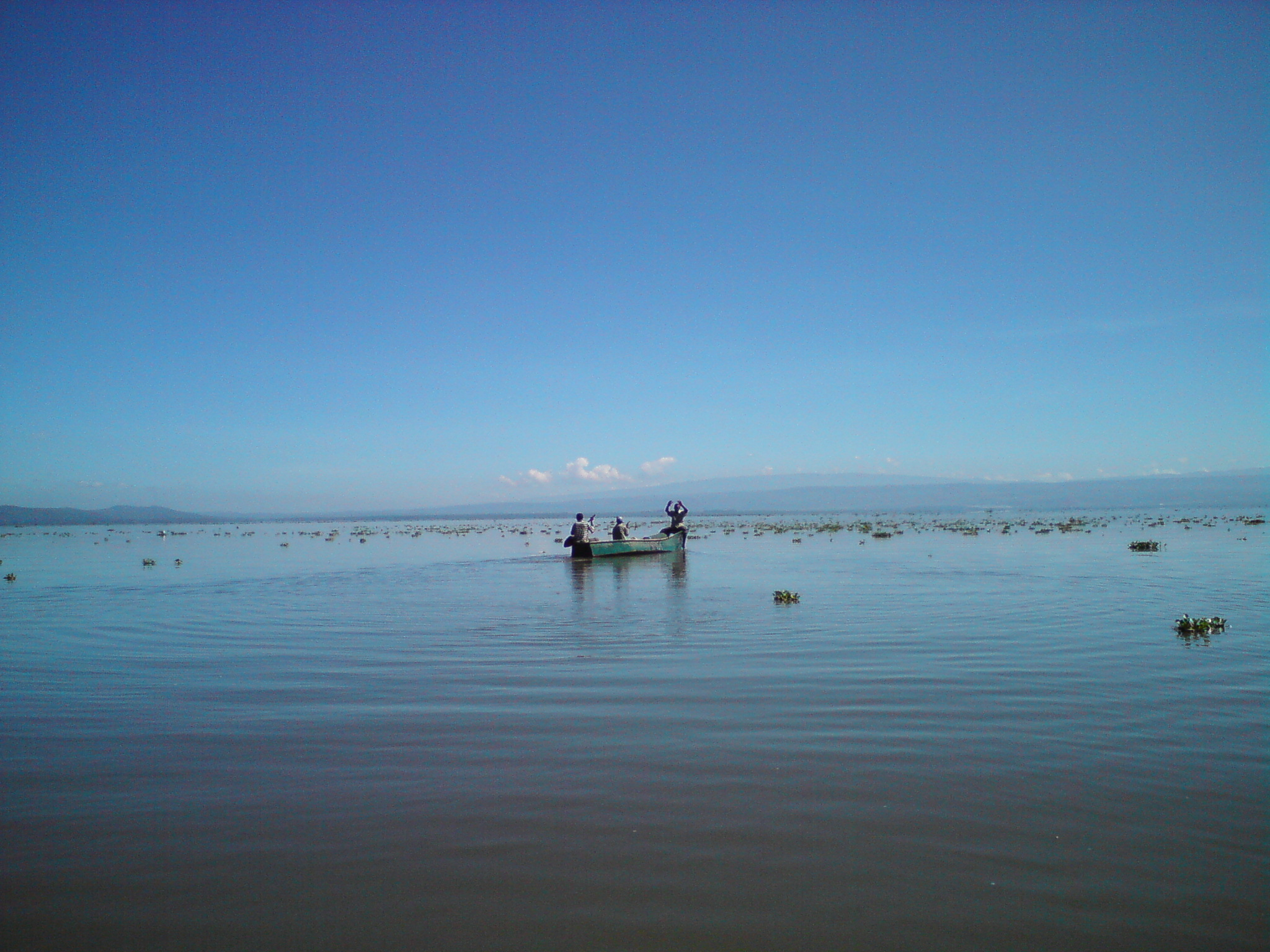
Pescadores en el lago Naivasha.

La floricultura constituye la principal industria alrededor del lago. Sin embargo, el uso no regulado de gran cantidad de aguas del lago para el riego está reduciendo su nivel y es causa de preocupación en Kenia. La pesquería en el lago es también otra fuente de empleo e ingresos para la población local. El lago varía mucho de nivel y estuvo casi agotado en su totalidad en la década de 1890. Los niveles siguen en general el patrón de lluvias en la zona de captación.
En 1981, se encargó la primera central geotérmica para el lago Naivasha y en 1985, estaba generando un total de 45 MW de electricidad en la zona.
El nivel del agua del lago Naivasha alcanzó un mínimo de profundidad de 0,6 m en 1945, pero el nivel del agua creció de nuevo, con inundaciones menores hasta llegar a una profundidad máxima de casi 6 m en 1968. Hubo otro importante descenso del nivel en 1987, cuando la profundidad alcanzó los 2,25 m por encima del fondo del lago. El descenso de 1987 aumentó la preocupación por el futuro de la industria de la energía geotérmica, y se especuló que el agua subterránea del lago Naivasha podría estar alimentando el depósito  geotérmico en Olkaria. Por lo tanto, la disminución del agua del lago afectaría al futuro de la industria geotérmica.

## Galería de imágenes

Fauna en el lago
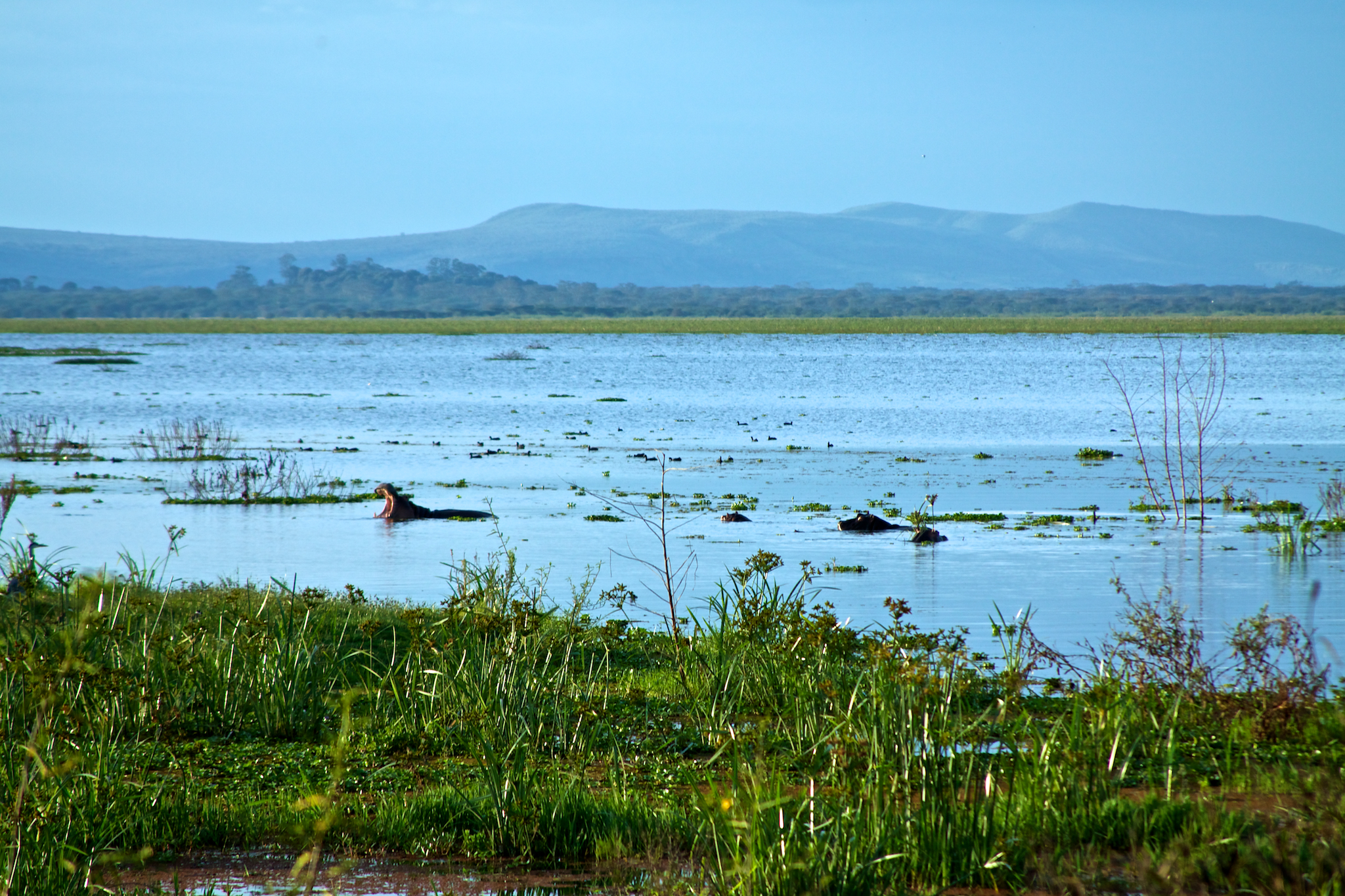
Hipopótamos
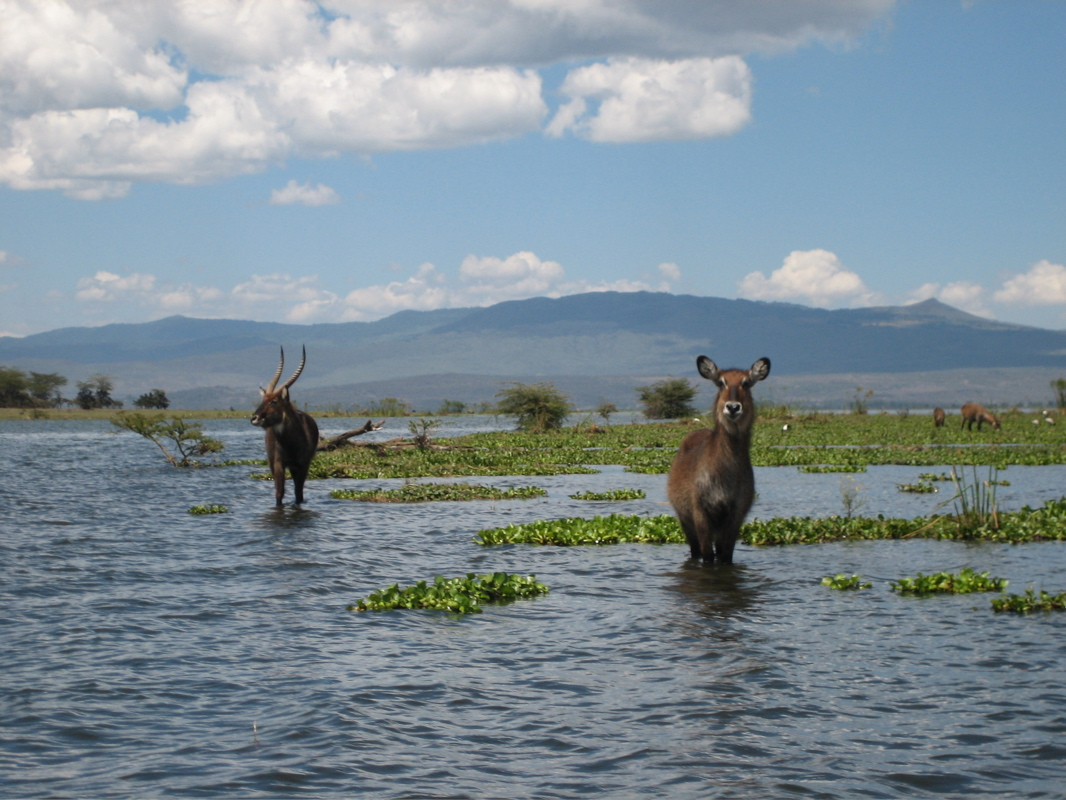
Antílope acuático
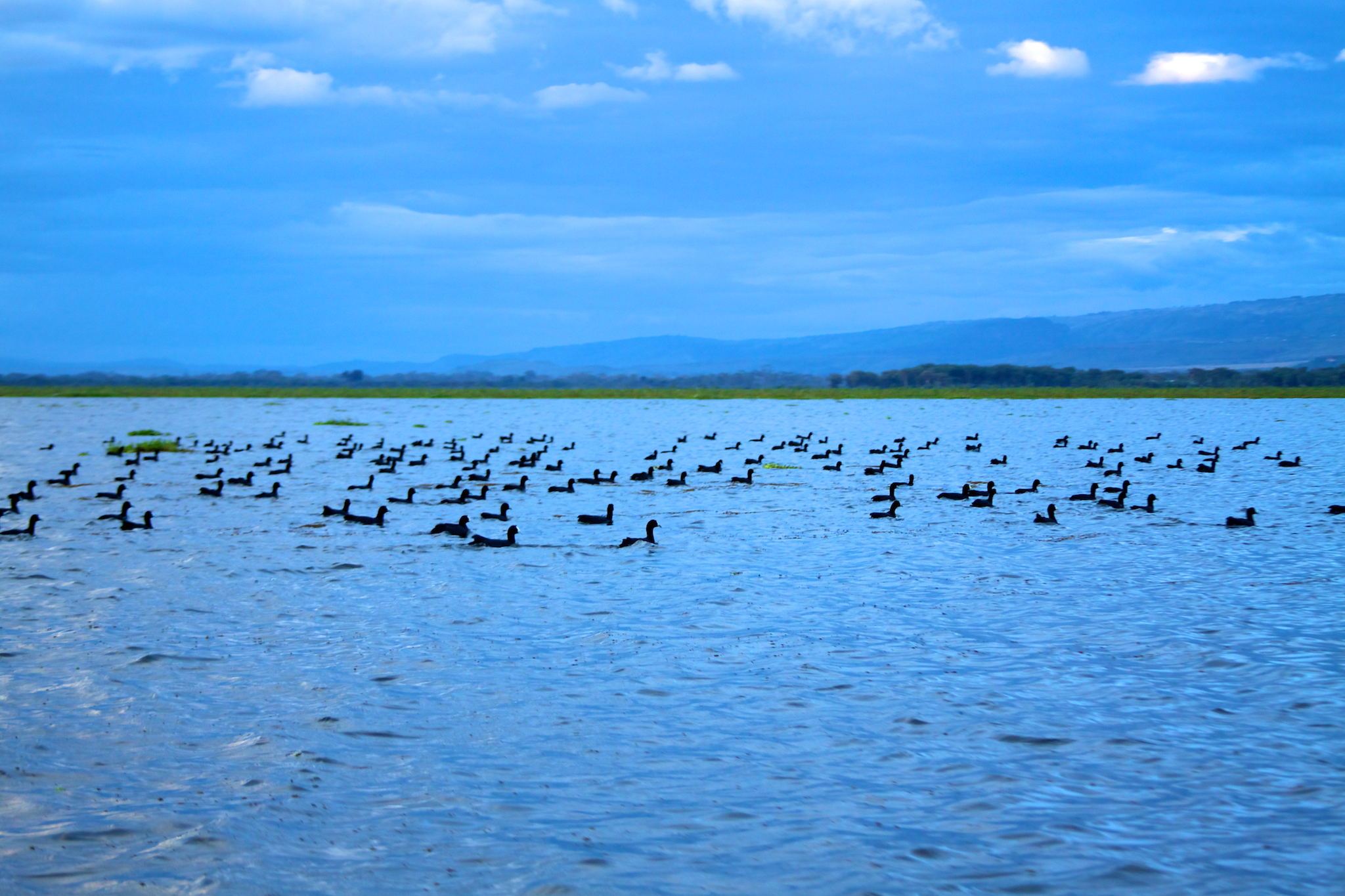
Patos en el lago
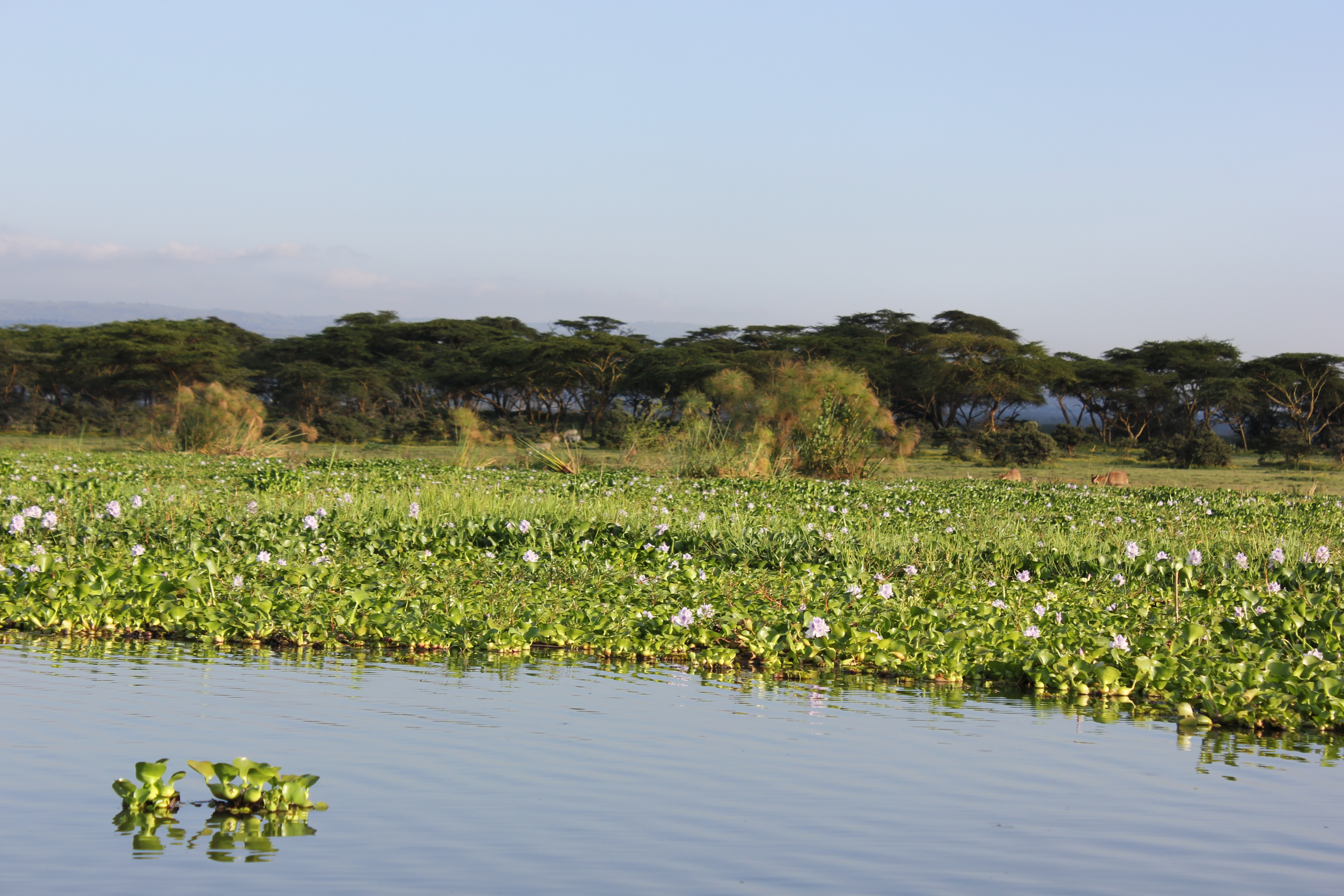
Vegetación acuática